# دودا (لاعب كرة قدم مواليد 1968)
دودا هو لاعب كرة قدم برازيلي في مركز الهجوم، ولد في 11 سبتمبر 1968 في سالفادور في البرازيل. لعب مع نادي باهيا ونادي تريزه ونادي فلومينينسي.